# Елизавета Каринтийская (королева Сицилии)
Елизаве́та Каринти́йская (нем. Elisabeth von Kärnten; итал. Elisabetta di Carinzia; 1298 или 1300, Клагенфурт или Гориция, герцогство Каринтия — 1349 или 1350, Мессина, Королевство Сицилия) — представительница Горицкой династии. В замужестве — королева Сицилии. В 1348 — 1352 годах была регентом королевства Сицилия при несовершеннолетнем сыне, короле Людовике.

## Происхождение
Точные дата и место рождения Елизаветы не известны. По одним данным она родилась в 1298 году в Гориции, по другим — в 1300 году, предположительно, в Клагенфурте. В Испанском биографическом словаре и на сайте Фонда средневековых генеалогий указано, что Елизавета была дочерью Оттона III, графа Горицы и Тироля, герцога Каринтии и Крайны и Эуфимии Легницкой, однако историк XIX века Винченцо Кастелли утверждал, что она была дочерью его брата Генриха, графа Тироля, герцога Каринтии и Крайны, короля Чехии и Анны Чешской, принцессы из дома Пржемысловичей. С ним согласна современный историк Кармела Мария Руголо, автор статьи о Елизавете в Биографическом словаре итальянцев. В обоих случаях по отцовской линии Елизавета приходилась внучкой Мейнхарду, графу Горицы и Тироля, герцогу Каринтии и Крайны и Елизавете Баварской, принцессе из дома Виттельсбахов, бывшей в первом браке королевой Германии и Сицилии. А вот по материнской линии в первом случае она была внучкой князя Легницы Генриха V и Елизаветы Калишской, княжны из дома Пястов; во втором случае — внучкой Вацлава II, короля Чехии и Польши и Юдиты Австрийской, принцессы из дома Габсбургов. Историк Рокко Пирри в «Хронологии королей Сицилии» называет Елизавету дочерью неизвестного по имени герцога Баварии. Тем не менее, версия об отцовстве Оттона является единственной, о которой говорится в современных эпохе источниках. О ней свидетельствуют как Иоанн Викторинский, капеллан Генриха, брата Оттона, так и его сват, король Сицилии Фридрих в письме от 5 мая 1323 года к королю Арагона Хайме II. О жизни принцессы до замужества ничего не известно.

## Брак и потомство
В Мессине 23 апреля 1323 года (в некоторых источниках указан 1322 год) Елизавета сочеталась браком с королём Сицилии Петром II (1304 — 15 августа 1342), который 19 апреля 1322 года был коронован в Палермо и стал соправителем отца. В семье Елизаветы и Петра родились девять детей — шесть дочерей и три сына:
- Констанция[итал.] (1324 — октябрь 1355), с 1352 по 1354 год была регентом королевства Сицилии;
- Элеонора (1325 — 20 апреля 1375), в Валенсии 12 июня 1349 года сочеталась браком с королём Арагона Педро IV Церемонным (5 октября 1319 — 5 января 1387);
- Беатриса (1326 — 12 октября 1365), 14 мая 1345 года получила разрешение Святого Престола на брак и до 1348 года сочеталась браком с пфальцграфом Рейна Рупрехтом II (12 мая 1325 — 6 января 1398);
- Эуфемия[итал.] (1330 — 21 февраля 1359), с 1355 по 1357 год была регентом королевства Сицилия;
- Виоланта (род. 1334), умерла в молодом возрасте;
- Людовик (1335 — 16 октября 1355), с 1342 года король Сицилии под именем Людовика I Дитя, в браке не состоял, но имел незаконнорожденных детей;
- Иоанн (1340 — 22 июня 1353), умер в юном возрасте;
- Фридрих (1 сентября 1341 — 27 июля 1377), маркграф Рандаццо, с 1355 года герцог Афин и Неопатрии, с 1355 по 1373 год король Сицилии под именем Фридриха III Простого, с 31 марта 1373 года под титулом короля Тринакрии, в Катании 11 апреля 1361 года сочетался первым браком с Констанцией Арагонской (1343 — 1363), 17 января 1372 или 26 ноября 1373 года сочетался вторым браком с Антонией дель Бальцо (ум. 23 января 1375), в первом браке имел дочь;
- Бланка (1342 — 1372), 3 августа 1364 года сочеталась браком с графом Ампуриаса Хуаном I[исп.] (1338 — 1398).

В источнике указаны ещё один сын Петра и Елизаветы по имени Фридрих, первенец, который родился в феврале 1324 года и умер спустя несколько месяцев, и ещё одна неизвестная по имени дочь. В другом источнике говорится, что у королевской четы было десять детей, и что образованием дочерей Елизаветы занимались клариссинки монастыря в Рометте. 25 июня 1337 года король Пётр II стал единоличным правителем Сицилии. Его правление пришлось на время роста напряжённости между про-анжуйской и про-каталонской партиями местных феодалов. Елизавета покровительствовала первым в лице братьев Палицци и главы про-анжуйской партии Кьярамонте, которым помогла войти в число советников короля. Однако подверженный стороннему влиянию, Пётр II примирился с братом, герцогом Рандаццо, который покровительствовал про-каталонской партии. В 1340 году король приблизил к себе главу этой партии Бласко Алагону, после чего представители про-анжуйской партии были удалены со двора в Палермо. Только благодаря вмешательству Елизаветы братья Палицци избежали смерти и отправились в изгнание в Пизу.

## Регентство
В августе 1342 года Елизавета овдовела. Ещё в 1340 году деверь вдовствующей королевы, герцог Рандаццо Джованни, был назначен генеральным викарием королевства. После смерти Петра II он стал регентом, вместе с Елизаветой, при несовершеннолетнем племяннике. Действия герцога Рандаццо, который исполнял свои обязанности, не советуясь со вдовствующей королевой, улучшили экономическое положение в стране. Под влиянием сторонников про-анжуйской партии Елизавета добилась коронации наследника. За год до этого события Джованни заключил договор с королевой Неаполя Джованной I о признании Сицилийской ветвью Анжуйского дома прав Арагонской ветви Барселонского дома на королевство Сицилию. 
В 1348 году римский папа Климент VI издал буллу, которой предоставил Елизавете право основать в своём королевстве два монастыря клариссинок и один монастырь францисканцев. В апреле того же года, заразившись чумой во время чёрного мора, умер деверь вдовствующей королевы. Оставшись единственным регентом, Елизавета начала усиливать позиции про-анжуйской партии. Из изгнания ко двору в Палермо ею был возвращён один из братьев Палицци. Всеми силами она пыталась отстранить от власти сторонников про-каталонской партии во главе с Бласко Алгоной, которому герцог Рандаццо перед смертью доверил опеку над несовершеннолетним королём и фактически передал ему регентские полномочия.
После смерти деверя, воспользовавшись эпидемией чумы в Палермо, вдовствующая королева переехала в Мессину, где открыто встала на сторону про-анжуйской партии и начала предпринимать действия с целью приведения сторонников этой партии к власти в королевстве. Она смогла отобрать опеку над несовершеннолетним королём у Бласко Алагоны, угрожая тому бунтом горожан, и отказала главе про-каталонской партии, требовавшего от неё переехать, вместе с сыном, в Катанию. Напротив, в июле 1348 года в Монтальбано Елизавета встретилась с главой про-анжуйской партии Маттео Палицци , вместе с которым разработала план окончательной победы над своими противниками. Вероятно, одним из пунктов этого плана должна была стать свадьба Маттео с Маргаритой, родственницей вдовствующей королевы, бывшей нянькой короля Людовика. В 1349 году Елизавета созвала парламент в Лентини, на котором попыталась объединить противников Бласко Алагоны. После этого события о ней нет упоминаний в источниках.
Умерла, предположительно, в Мессине в 1349 или 1350 году, по другим данным в 1352 году или позднее. После смерти вдовствующей королевы регентом при несовершеннолетнем короле стала её старшая дочь Констанция. Согласно завещанию, Елизавету похоронили в церкви Святого Франциска в Мессине, которую она построила в качестве монаршей капеллы. Действия вдовствующей королевы привели к гражданской войне в королевстве. По утверждению историка Исидоро Ла Лумии, Елизавета умерла, сожалея «о зле, которое она сама спровоцировала и разожгла».